# Silvestre Antonio Guzmán Fernández
Silvestre Antonio Guzmán Fernández, dominikanski poslovnež in politik, * 12. februar 1911, † 4. julij 1982.
Guzmán Fernández je bil minister za kmetijstvo Dominikanske republike (1963) in 49. predsednik Dominikanske republike (1978-1982). 